# كلارنس (مسلسل)
كلارنس (بالإنجليزية: Clarence)‏ هو مسلسل تلفزيوني كرتوني عادي واقعي أمريكي، وهو من إحدى إنتاجات كرتون نتورك ستوديوز وإخراج سكايلر بايج.

## الشخصيات
- كلارنس: هو طفل يبلغ العاشرة من عمره لا يعرف اباه، يدرس في مدرسة ابرديل، يحب الإستمتاع بطريقته الخاصة مع صديقيه سومو وجيف، يحبه السكّان كثيرا و خاصة سومو.
- جيف: صديق كلارنس، رأسه مربع، بالغ الذكاء وهو أذكى أصدقاء كلارنس، يحب النظافة لا يستطيع تحمل أي بقعة متسخة
- سومو: صديق كلارنس المفضل اسمه الحقيقي راين كان شعره في البداية أشقراً لكن كلارنس حلقه وأصبح أصلعاً، في بعض الأحيان يكون غريب أطوار، يعيش مع أشقائه الإحدي عشر.
- ماري: أم كلارنس الحنون، لديها الكثير من المشاريع والمخططات وتحب التسوق كذلك، تعتني بكلارنس كثيرا لأنه إبنها الوحيد.
- تشاد : هو صديق ماري ذو 36 عاما ، يعمل العديد من الوظائف الغريبة ، و يتصرف دائما كأنه والد كلارنس الحقيقي على الرغم من أن كلارنس غالبا ما يناديه "تشاد " . يحب دائما عزف الجيتار و هو مغرم بموسيقى الروك .
- بيلسون: أحد أصدقاء كلارنس، يمتاز بعصبية حادة حيث أنه يكره كلارنس، مهووس بألعاب الفيديو فهو يقضي معضم وقته في اللعب.

## الأصوات الإنجليزية
- سكايلر بيدج - كلارنس (الصوت الأول).
- سبينسر روثبيل - كلارنس (الصوت الثاني).
- سيان جيامبرون - جيف.
- توم كيني - سومو.
- كاتي كرون - ماري.
- روجر كريغ سميث - بيلسون.

## وصلات خارجية
- كلارنكس على موقع IMDb (الإنجليزية)
- كلارنكس على موقع نتفليكس (الإنجليزية)
- كلارنكس على موقع فيلمافينيتي (الإسبانية)
- كلارنكس على موقع كينوبويسك (الروسية)
- كلارنكس على موقع ألو سيني (الفرنسية)
- كلارنكس على موقع قاعدة بيانات الفيلم (الإنجليزية)